# Viljandimaa
Viljandimaa (estniska: Viljandi maakond eller Viljandimaa) är ett landskap (maakond) i Estland med en yta på 3 420 km² och 47 288 invånare (2017). Residensstad är Viljandi.
Viljandimaa ligger i södra Estland utmed gränsen till Lettland. Det angränsar till landskapen Pärnumaa i väster, Järvamaa och Jõgevamaa i norr samt Tartumaa och Valgamaa i öster. Sjön Võrtsjärvs långa västra strand ligger i Viljandimaa.

## Kommuner

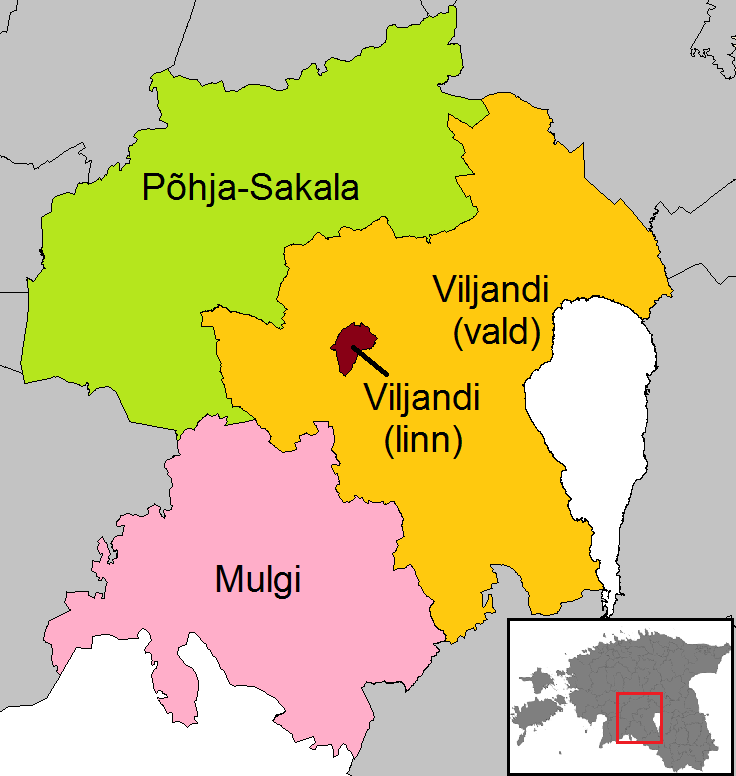
Kommuner i landskapet Raplamaa.

Landskapet är sedan 2017 indelat i fyra kommuner, varav en stadskommun.

### Stadskommuner
- Viljandi stad

### Landskommuner
- Mulgi kommun (inkluderar städerna Abja-Paluoja, Karksi-Nuia och Mõisaküla)
- Põhja-Sakala kommun (inkluderar städerna Suure-Jaani och Võhma)
- Viljandi kommun

## Tidigare kommuner

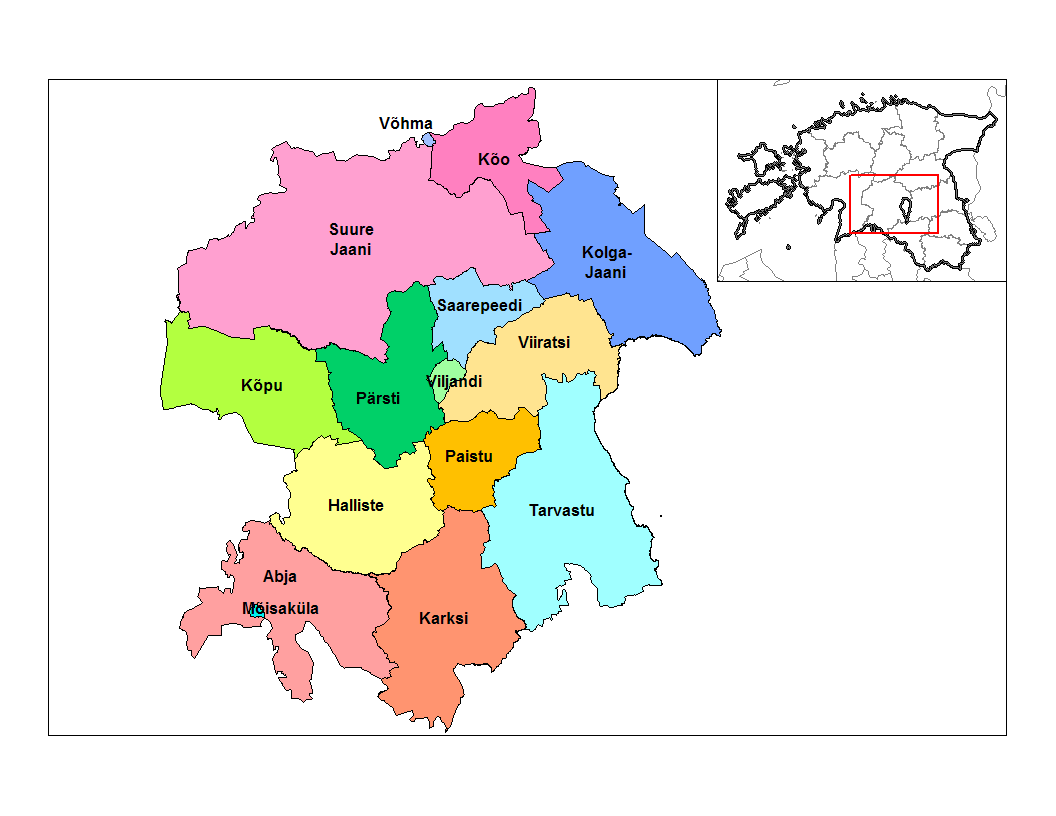
Kommunindelningen i landskapet Viljandimaa 2005-2013.

Landskapet har tidigare varit indelat i 20 kommuner, varav sex stadskommuner.

### Stadskommuner
- Abja-Paluoja stad
- Karksi-Nuia stad
- Mõisaküla stad
- Suure-Jaani stad
- Viljandi stad
- Võhma stad

### Landskommuner
- Abja kommun
- Halliste kommun
- Karksi kommun
- Kolga-Jaani kommun
- Kõo kommun
- Kõpu kommun
- Olustvere kommun
- Paistu kommun
- Pärsti kommun
- Saarepeedi kommun
- Suure-Jaani kommun
- Tarvastu kommun
- Vastemõisa kommun
- Viiratsi kommun

### Administrativ historik
- 1998 uppgick Abja-Paluoja stad i Abja kommun.
- 1999 uppgick Karksi-Nuia stad i Karksi kommun.
- 2005 uppgick Suure-Jaani stad samt Olustvere kommun och Vastemõisa kommun i Suure-Jaani kommun
- 2013 bildades Viljandi kommun genom en sammanslagning av kommunerna Paistu, Pärsti, Saarepeedi och Viiratsi.

## Orter
I landskapet Viljandimaa finns sex städer, åtta småköpingar samt 254 byar.

## Galleri

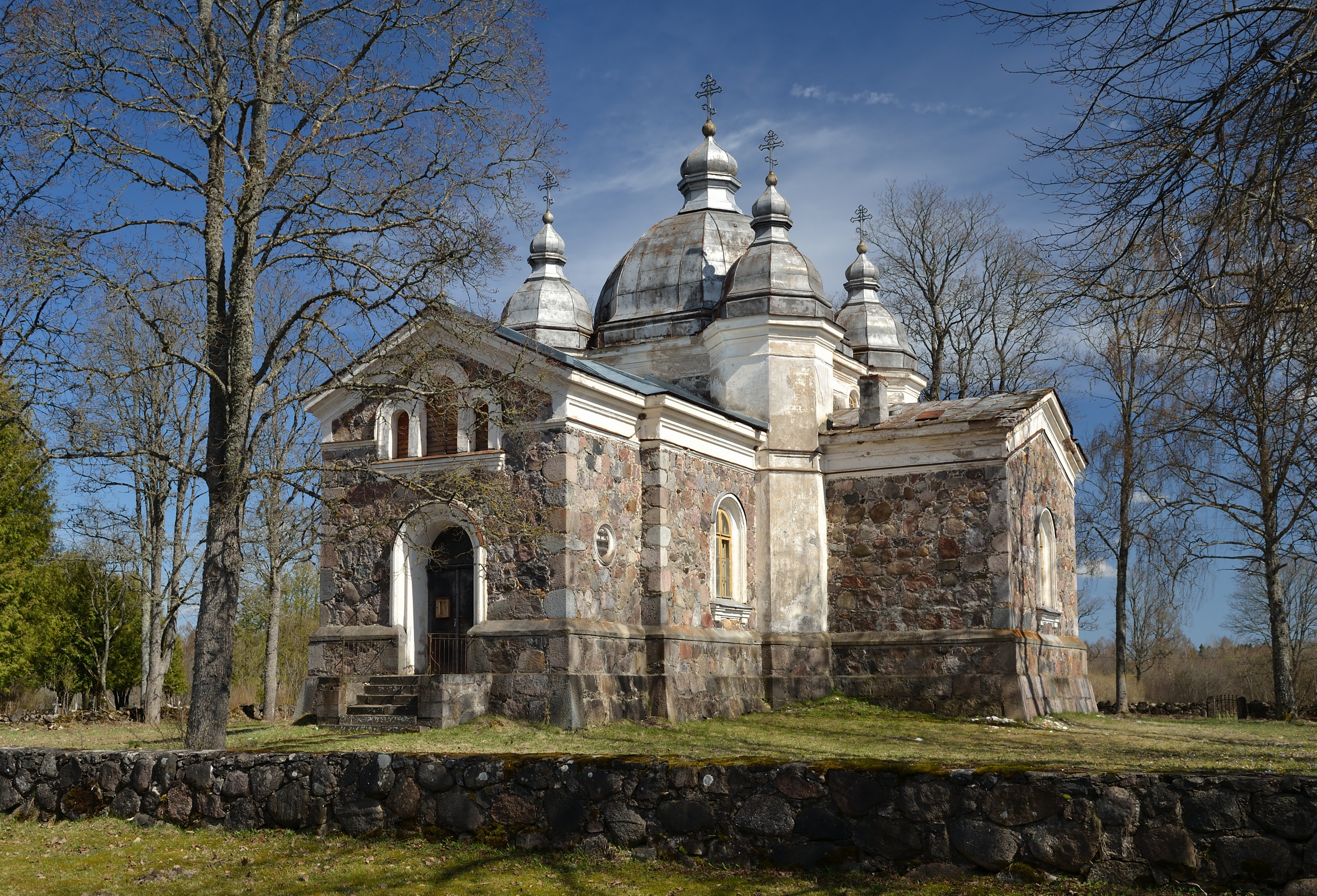
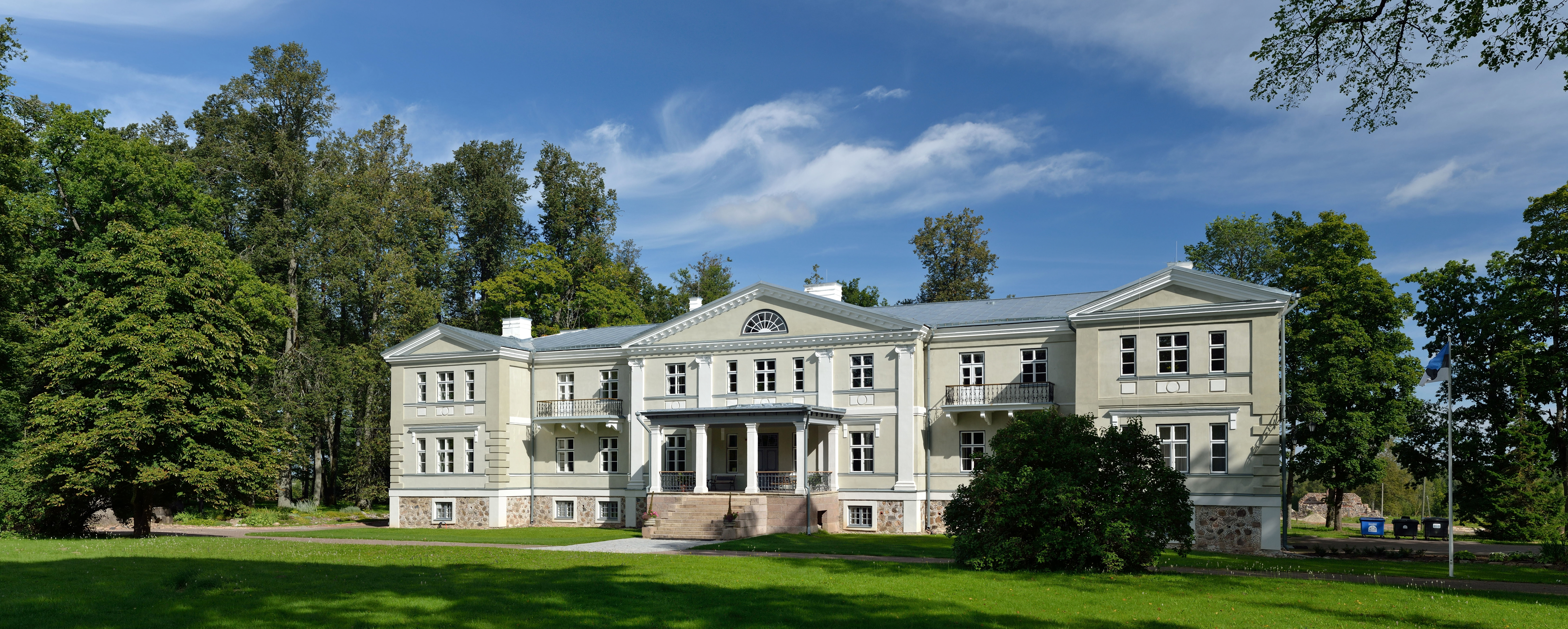
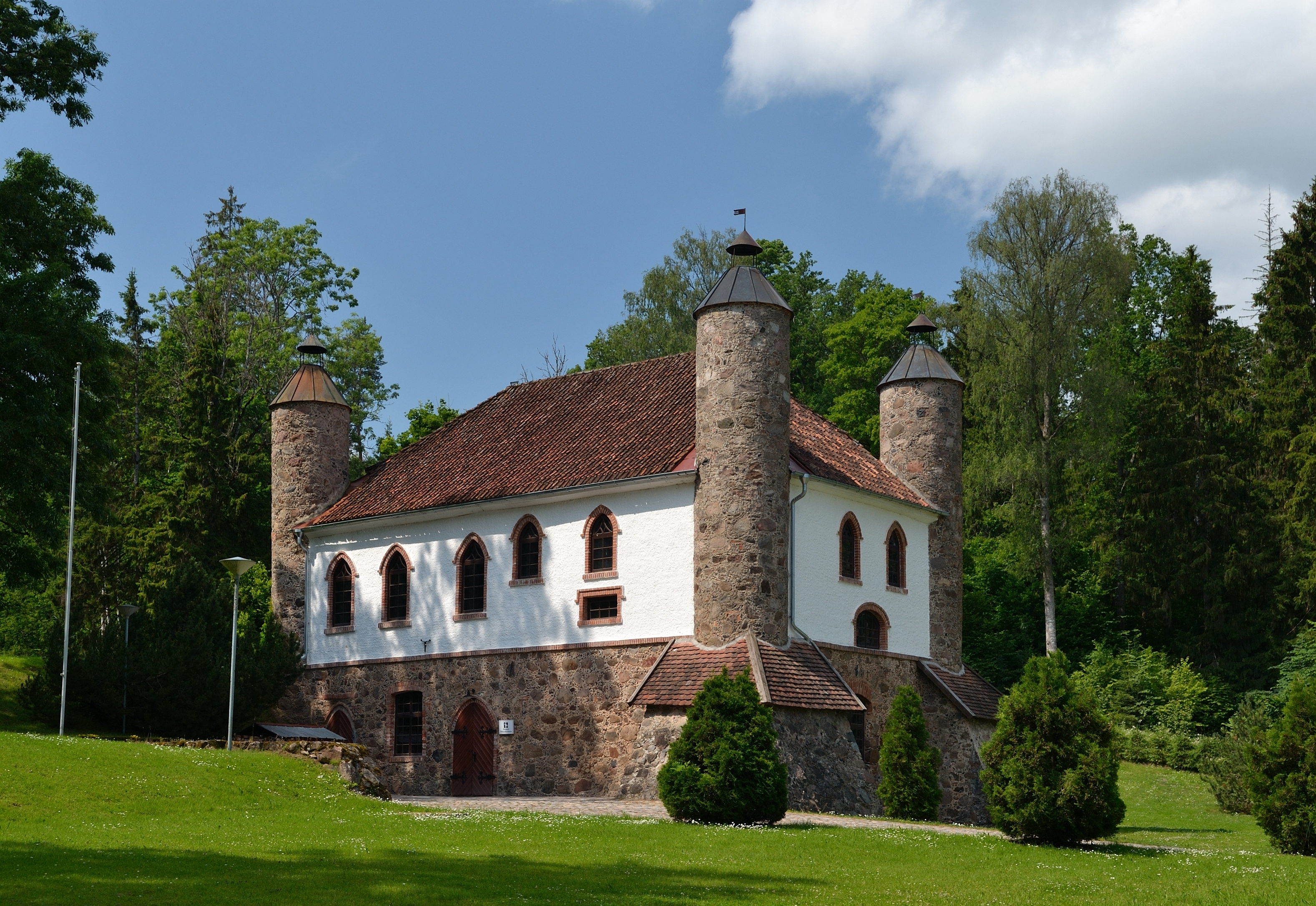
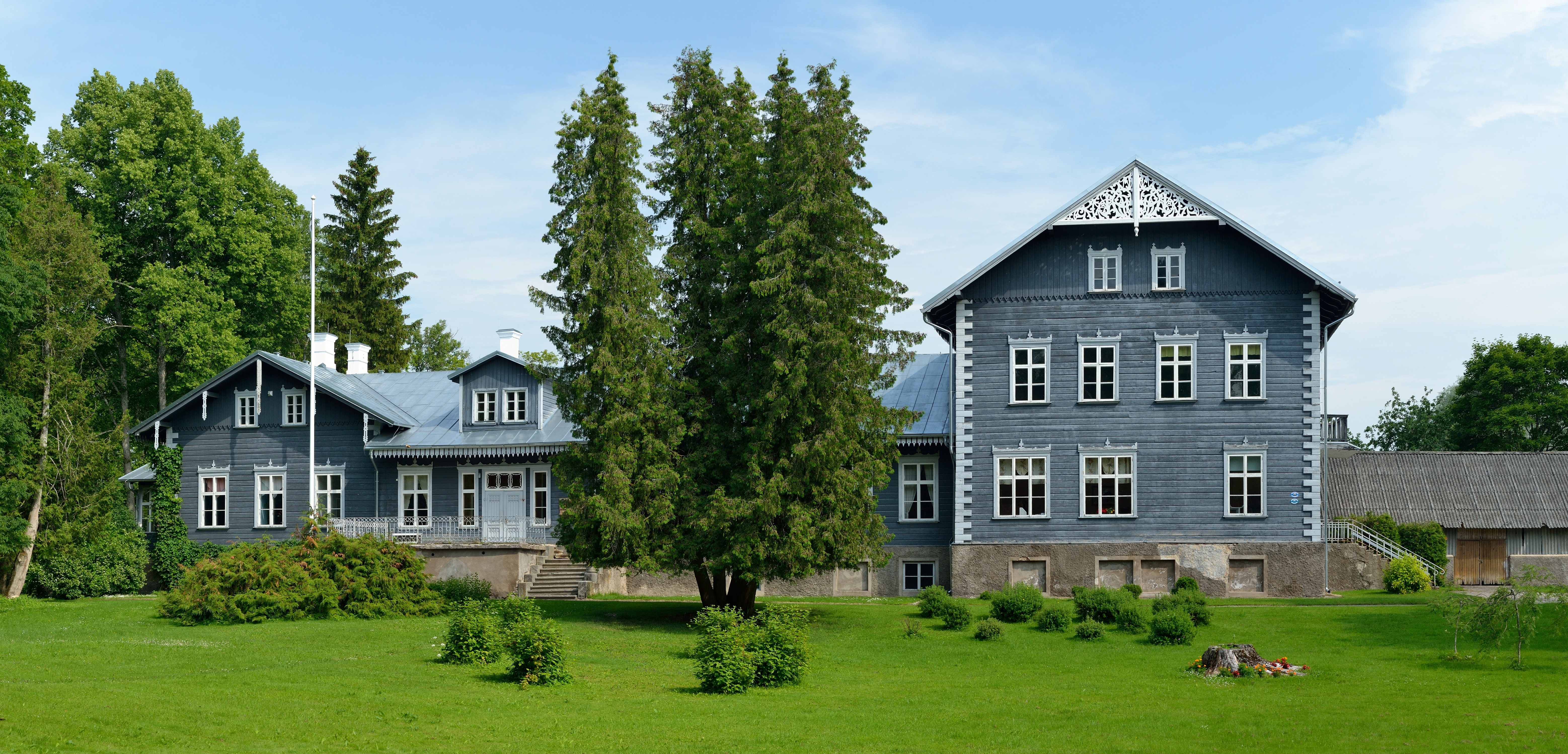
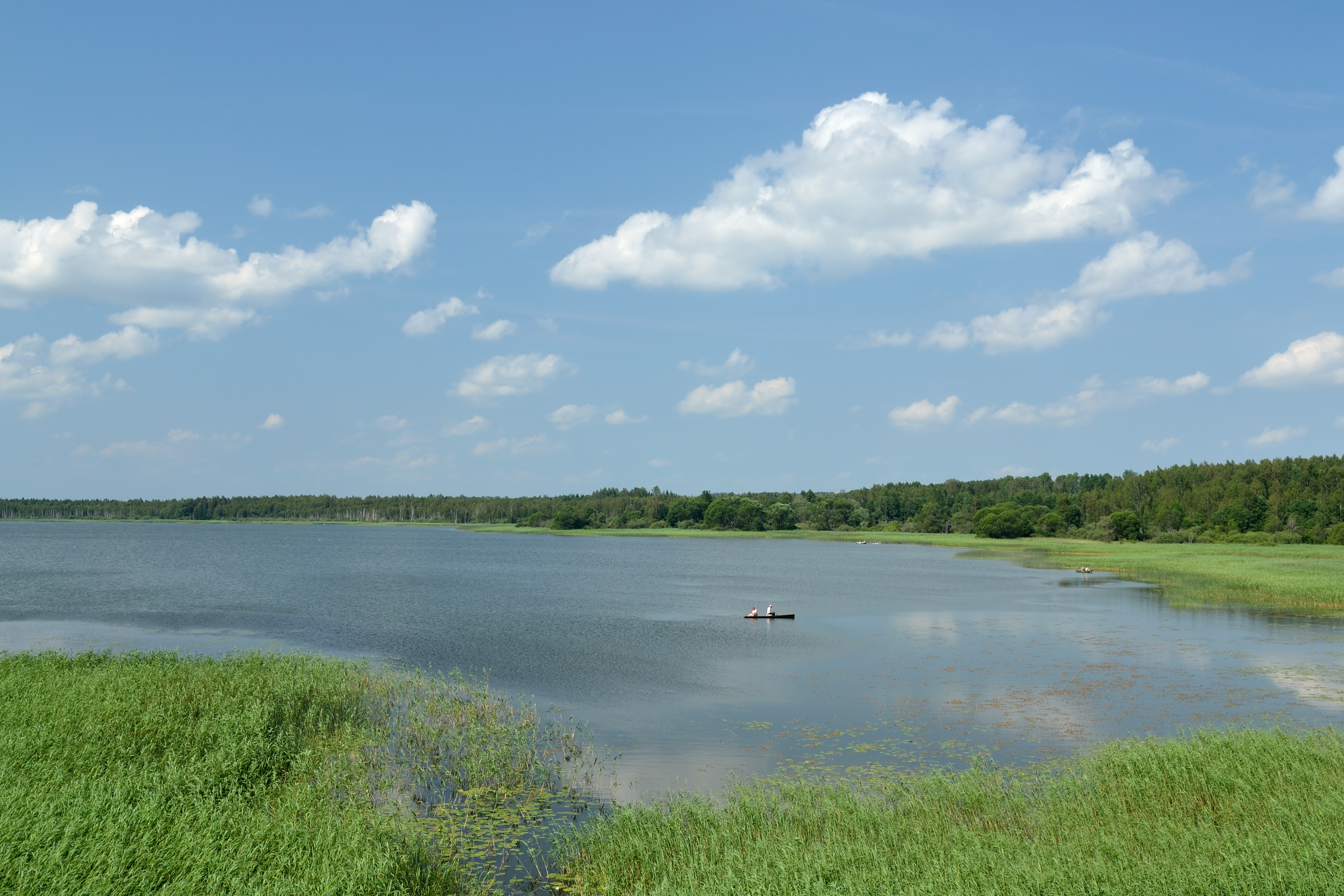

### Städer
- Abja-Paluoja
- Karksi-Nuia
- Mõisaküla
- Suure-Jaani
- Viljandi
- Võhma

### Småköpingar
- Halliste
- Kolga-Jaani
- Kõpu
- Mustla
- Olustvere
- Ramsi
- Viiratsi
- Õisu